# Tutti Frutti (televíziós műsor)
A Tutti Frutti (olaszul: minden(féle) gyümölcs) a német RTL televízió erotikus játékshowja volt, amelyet az olasz Colpo Grosso című műsor mintájára készítettek 1990. január 21. és 1993. február 21. között. A Tutti Frutti volt az első erotikus nyereményjáték a német televíziókban. A műsor kereken 150-szer került a képernyőkre.

## Az adás
A mindenkori műsorvezető Hugo Egon Balder volt, akit egy-három moderátornő segített a műsor folyamán. A játék során két játékosnak többnyire egyszerű kérdések megválaszolásával pontokat kellett gyűjtenie. Az összeszedett pontokat a színpadon várakozó sztriptíztáncosnő ruhadarabjaira válthatták be. További pontokat kaphattak a versenyzők, ha maguk is részt vettek a sztriptízben; minden egyes levetett ruhadarab meghatározott számú pontot jelentett a versenyzőnek. Amikor a versenyző a sztriptíztáncosnőt már (majdnem teljesen) levetkőztette, akkor megkapta az érte járó ún. országpontot. A műsor végéig gyűjtött országpontok összege döntött a főnyeremény gazdájáról.
A műsort a zenekar és rövid sztriptíz-előadások tagolták. A műsor díszletét, formátumát és a felvezető dalt is az olasz Colpo Grossóról másolták. A Colpo Grosso adaptációit Spanyolországban, Svédországban és Brazíliában is játszották a televíziók.

## Érdekességek
- A német médiahatóság a Tutti Fruttiban látható reklámok miatt eljárást kezdeményezett az RTL ellen, mivel az adás folyamán többször is bevillantották a szponzorok logóit.
- A műsor tánckarát Cin Cin Balettnek hívták. A tánckar tagjai lengén felöltözött, jó alakú hölgyek voltak, akik a kvízkérdések során apróbb feladatokat teljesítettek. A Cin Cin Balett tagjai között egykori playmate-eket, illetve pornószínésznőket is láthattunk.
- A Tutti Fruttit sokan kritizálták, a lengén öltözött nők miatt pornóközelinek bélyegezték. Bírálat érte a műsor igen alacsony szellemi szintjét is. Előfordult, hogy a közönség nem értette meg a játék (amúgy igen egyszerű) szabályait.
- Kiszel Tünde ebben a műsorban kezdte meg pályafutását.

## Fordítás
- Ez a szócikk részben vagy egészben  a   Tutti Frutti (Show) című német Wikipédia-szócikk ezen változatának fordításán alapul.  Az eredeti cikk szerkesztőit annak laptörténete sorolja fel. Ez a jelzés csupán a megfogalmazás eredetét és a szerzői jogokat jelzi, nem szolgál a cikkben szereplő információk forrásmegjelöléseként.

## Külső hivatkozások
- Videóklipek a műsorból